# Рушково (Цехановський повіт)
Рушково (пол. Ruszkowo) — село в Польщі, у гміні Ґолимін-Осьродек Цехановського повіту Мазовецького воєводства.
Населення — 147 осіб (2011).
У 1975-1998 роках село належало до Цехановського воєводства.

## Демографія
Демографічна структура станом на 31 березня 2011 року:
|          | Загалом | Допрацездатний вік | Працездатний вік | Постпрацездатний вік |
| -------- | ------- | ------------------ | ---------------- | -------------------- |
| Чоловіки | 77      | 15                 | 51               | 11                   |
| Жінки    | 70      | 18                 | 35               | 17                   |
| Разом    | 147     | 33                 | 86               | 28                   |